# Batalha de Lule Burgas

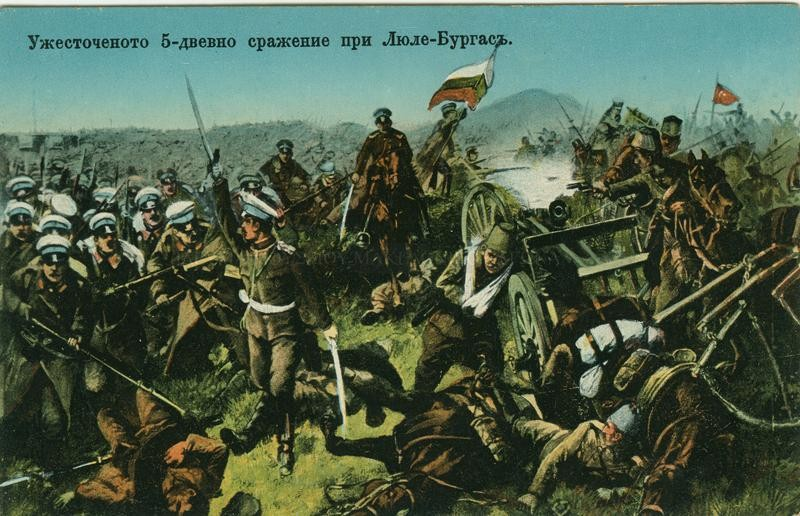
Parte da Primeira Guerra Balcânica

A Batalha de Lule Burgas (em turco: Lüleburgaz Muharebesi) ou Batalha de Luleburgas – Bunarhisar (em búlgaro: Битка при Люлебургас – Бунархисар, em turco: Lüleburgaz – Pınarhisar Muharebesi) foi uma batalha entre o Reino da Bulgária e o Império Otomano e foi a batalha mais sangrenta da Primeira Guerra Balcânica. A batalha ocorreu de 28 de outubro a 2 de novembro de 1912. As forças búlgaras em menor número fizeram os otomanos recuarem para a linha de Çatalca, a 30 km da capital otomana, Constantinopla. Em termos de forças engajadas, foi a maior batalha travada na Europa entre o fim da Guerra Franco-Prussiana e o início da Primeira Guerra Mundial.

## A Batalha
Após a rápida vitória búlgara na linha Petra – Seliolu – Geckenli e a captura de Kirk Kilisse (Kırklareli), as forças otomanas recuaram em desordem para o leste e sul. O Segundo Exército búlgaro sob o comando do general Nikola Ivanov cercou Adrianópolis (Edirne), mas o Primeiro e o Terceiro exércitos não conseguiram perseguir as forças otomanas em retirada. Assim, os otomanos foram autorizados a se reagrupar e tomaram novas posições defensivas ao longo da linha Lule Burgas – Bunar Hisar. O Terceiro Exército búlgaro sob o comando do general Radko Dimitriev chegou às linhas otomanas em 28 de outubro. O ataque começou no mesmo dia pelas três divisões do exército – 5ª Divisão de Infantaria do Danúbio (comandante, major-general. Pavel Hristov) no flanco esquerdo, 4ª Divisão de Infantaria de Preslav (major-gen. Kliment Boyadzhiev) no centro e 6ª Divisão de Infantaria Bdin (major-gen. Pravoslav Tenev) no flanco direito. No final do dia, a 6ª Divisão capturou a cidade de Lule Burgas. Com a chegada do Primeiro Exército ao campo de batalha no dia seguinte, os ataques continuaram ao longo de toda a linha de frente, mas foram recebidos com resistência feroz e até mesmo contra-ataques limitados pelos otomanos. Batalhas pesadas e sangrentas ocorreram nos dois dias seguintes e as baixas foram altas em ambos os lados. Ao custo de pesadas perdas, a Quarta e a 5ª Divisão búlgaras conseguiram empurrar os otomanos para trás e ganharam 5 km de terra em seus respectivos setores da linha de frente em 30 de outubro.
Os búlgaros continuaram a pressionar os otomanos em toda a frente. A 6ª divisão conseguiu romper as linhas otomanas no flanco direito. Depois de mais dois dias de combates ferozes, a defesa otomana entrou em colapso e na noite de 2 de novembro as forças otomanas iniciaram uma retirada completa ao longo de toda a linha de frente. Os búlgaros novamente não seguiram imediatamente as forças otomanas em retirada e perderam contato com elas, o que permitiu que o exército otomano assumisse posições na linha de defesa de Çatalca, a apenas 30 km a oeste de Constantinopla.
Houve um grande número de jornalistas que relataram a Batalha de Lule Burgas, cujos relatos fornecem detalhes ricos sobre este evento.

## Baixas e perdas
20 000 mortos e feridos búlgaros e 22 000 mortos e feridos 2 800 capturados entre os otomanos.